# Камптотека
Камптотека (лат. Camptotheca) — род растений, относимый в настоящее время к семейству (подсемейству) Ниссовые порядка Кизилоцветные. Состоит из двух видов, в настоящее время обитающих только в южном Китае.
Ископаемые представители рода известны также из эоцена Северной Америки.

## Ботаническое описание
Небольшие листопадные деревья. Листья простые, овально-ланцетные, пильчатые, размером до 15-20 см. Цветки собраны в мелкие головчатые соцветия с 3 мелкими прицветниками. Чашечка бокальчатая, 5-раздельная, лепестков 5, тычинок 10. Насекомоопыляемые растения.
Соплодие — также головчатое, состоит из нескольких (до 20-25) сухих, крылаткоподобных плодиков.
Цветение в природе происходит с конца мая по июль, плодоношение — с сентября по ноябрь.
Оба известных вида содержат в листьях камптотецин и имеют большое лекарственное значение.

## Виды
- Camptotheca acuminata Decne., 1873 — Камптотека остроконечная. Обитает по берегам рек в нижнем горном лесном поясе к югу от провинций Хубэй и Сычуань.
- Camptotheca lowreyana S.Y.Li, 1997. Встречается в сходных с предыдущим видом местообитаниях в прибрежных провинциях Южного Китая и на юго-востоке пров. Сычуань.